# Дві зустрічі
«Дві зустрічі» (рос. «Две встречи») — радянський художній фільм-драма 1932 року, знятий режисером Яковом Уріновим на студії «Межрабпомфільм».

## Сюжет
Про викриття групи шкідників. Картина починається з хронікальних кадрів параду на Червоній площі. Потім дія переноситься в один із залів Будинку Червоної Армії. На трибуні — учасник громадянської війни, старий чекіст Рибаконь. Його доповідь слухають з напруженою увагою. Раптово доповідачу стає погано. Лікарі констатують серйозне захворювання і рекомендують хворому їхати на південь. Рибаконь відправляється на один з південних курортів. Там він випадково зустрічається зі своїм давнім бойовим товаришем Багуром — у минулому командиром морського батальйону, а нині — директором суднобудівного заводу. Випадково на очі Рибаконю потрапляє фотографія дружини Багура. Рибаконь впізнає в ній колишню дружину полковника Бєлова — ватажка однієї з білогвардійських банд. Перервавши лікування, старий чекіст приймає пропозицію Багура погостювати в нього. Одного разу Рибаконь випадково чує розмову дружини Багура по телефону. Йому стає ясно, що ця жінка є членом шкідницької організації, що орудує на заводі. Рибаконь хоче розповісти про це Багуру, але вмирає від раптового серцевого нападу. Багур дізнається про все зі щоденника Рибаконя й віддає дружину в руки правосуддя.

## У ролях
- Георгій Музалевський — Федір Рибаконь
- Федір Блажевич — Андрій Багур
- Сергій Мартінсон — Бєлов, полковник
- Софія Магарілл — Олена Миколаївна, дружина Бєлова, пізніше — дружина Багура
- Михайло Тарханов — машиніст
- Олександр Тімонтаєв — шофер
- Іван Штраух — слідчий
- Андрій Файт — ротмістр Фальк
- Олександр Чистяков — начальник станції
- Сергій Ценін — голова приймальної комісії
- Данило Введенський — відвідувач ресторану
- Сергій Прянишников — черговий в НК
- Вергілій Ренін — офіцер з оточення полковника Бєлова
- Володимир Цоппі — офіцер з оточення полковника Бєлова
- Костянтин Немоляєв — матрос
- Людмила Глазова — працівниця судноверфі
- Тимофій Ремізов — червоноармієць

## Знімальна група
- Режисер — Яків Урінов
- Сценаристи — Яків Протазанов, Яків Урінов
- Оператор — Борис Козлов
- Художники — Іван Степанов, Олександр Євмененко